# László Jeney
László Jeney (Cluj-Napoca, 30 de mayo de 1923 - Budapest, 24 de abril de 2006) fue un jugador húngaro de waterpolo.

## Clubs
- Vasas ( Hungría)
- Ferencvárosi TC ( Hungría)

## Títulos
Como jugador de waterpolo de la selección de Hungría
- Bronce en los juegos olímpicos de Roma 1960
- Oro en los juegos olímpicos de Melbourne 1956
- Oro en los juegos olímpicos de Helsinki 1952
- Plata en los juegos olímpicos de Londres 1948